# Landesklootschießerverband Ostfriesland
Der Landesklootschießerverband Ostfriesland (LKV) ist die Dachorganisation der Boßel- und Klootschießervereine in Ostfriesland (siehe auch Hauptartikel: Boßeln). Er vertritt rund 25 800 Mitglieder. Der LKV ist Mitglied im Landessportbund Niedersachsen.

## Geschichte
Der Verband wurde im August 1947 in Esens gegründet. Ziel war es, „nach dem schrecklichen Zweiten Weltkrieg unser altes Heimatspiel, das Klootschießen und Boßeln, wieder zum Leben zu erwecken“ und eine gemeinsame Organisation für die sechs ostfriesischen Kreisverbände zu bilden. Zum Vorsitzenden wurde Manfred Wieting aus Esens gewählt.
Ausdrücklich versteht sich der LKV nicht nur als Sportverband. Er hat sich auch per Satzung dazu verpflichtet, „für die Erhaltung der friesischen Eigenart auf allen kulturellen Gebieten. . . einzutreten und insbesondere die Plattdeutsche Sprache zu wahren und zu fördern“.
In den ersten Jahren seines Bestehens organisierte der LKV Länderwettkämpfe im Klootschießen gegen Oldenburg und Schleswig-Holstein, die anderen traditionellen Hochburgen dieser Sportart. Der sogenannte Feldkampf gegen die Werfer aus dem Klootschießerlandesverband Oldenburg ist noch heute der sportliche Höhepunkt jeder Klootschießer-Saison – so er denn zustande kommt. Voraussetzung für den Wettkampf ist nämlich festgefrorener Boden (Kahlfrost).
1965 wurde der Liga-Spielbetrieb im Straßenboßeln der Männer aufgenommen; seit 1974/75 gibt es als höchste Spielklasse die eingleisige Landesliga. Der Punktspielbetrieb bei den Frauen begann 1976/77.

## Struktur
Der Verband ist ein eingetragener Verein mit Sitz in Esens. Ihm gehören die sechs ostfriesischen Kreisverbände Aurich, Esens, Friedeburg, Leer, Norden und Wittmund an.
| Kreisverband | Vereine | Mitglieder |
| ------------ | ------- | ---------- |
| Aurich       | 32      | 6458       |
| Esens        | 26      | 5778       |
| Friedeburg   | 18      | 2824       |
| Leer         | 15      | 1311       |
| Norden       | 44      | 6935       |
| Wittmund     | 11      | 2515       |

Zusammen mit dem Klootschießerlandesverband Oldenburg bildet der LKV den Friesischen Klootschießer-Verband (FKV) und stellt den Kader für nationale und internationale Meisterschaften.

## Spielbetrieb

### Boßeln

#### Punktspiele
Die Kreisverbände organisieren den Straßenboßeln-Punktspielbetrieb in Kreisklassen und Kreisligen in bis zu elf Altersklassen – Jugend F (jünger als acht Jahre) bis Männer V (70 Jahre und älter). Soweit in den jeweiligen Altersklassen vorhanden, steigen die Kreismeister nach Austragung von Aufstiegsrunden in die ostfrieslandweiten Spielklassen auf. Die Mannschaften bestehen aus zwei Gruppen zu je vier Werfern (Männer I: vier Gruppen), wobei die eine Gruppe mit der Gummikugel, die andere mit der Kunststoffkugel (genannt „Holz“) wirft.
Auf LKV-Ebene wird die Punktspielzeit in fünf Altersgruppen in bis zu drei Spielklassen mit je zehn Mannschaften ausgetragen.
| Männer I      | Männer II  | Männer III | Frauen I    | Frauen II  |
| ------------- | ---------- | ---------- | ----------- | ---------- |
| Landesliga    | Landesliga | Landesliga | Landesliga  | Landesliga |
| Bezirksliga   |            |            | Bezirksliga |            |
| Bezirksklasse |            |            | Bezirksliga |            |

Die Sieger der Landesligen Männer I und Frauen I tragen den Titel Ostfrieslandmeister. Rekordhalter ist nach Ende der Saison 2011/2012 bei den Männern mit 20 von 37 möglichen Titeln der Boßelverein Gute Hoffnung Pfalzdorf, gefolgt von Frei Weg Blomberg (sieben Titel). Bei den Frauen liegt Ihlowerfehn (8) vor Blomberg (7).
Die drei Erstplatzierten der Landesligen Männer I und Frauen I sind für die Finalrunde des Friesischen Klootschießerverbands gegen die Vertreter des Klootschießerlandesverbands Oldenburg qualifiziert.

#### Landesmeisterschaften
In den Altersklassen, in denen es keinen Landesliga-Spielbetrieb gibt (Jugend A bis F, Männer IV und V, Frauen III und IV), werden die Ostfriesland-Meister bei den jährlichen Landesmeisterschaften ermittelt. Dafür sind die jeweiligen Kreismeister sowie aus den großen Kreisverbänden Aurich, Esens und Norden die Vizemeister qualifiziert. Zudem organisiert der LKV seit 1977 Landeseinzelmeisterschaften, ebenfalls unter Beteiligung der besten Boßler aus den Kreisverbänden.

#### Ostfrieslandpokal
In der Saison 1983/84 wurde vom LKV ein Pokalwettbewerb für Vereine eingeführt. Jeder Verein tritt dabei mit Männer I und II, Frauen sowie Jugend A und C an. Durch diese Mischung aus Jung und Alt haben auch Vereine, die keine Landesliga-Mannschaft stellen, gute Erfolgsaussichten. Der Ostfrieslandpokal wird in drei Vorrunden nach dem K.-o.-System ausgetragen sowie in einer Finalrunde der letzten Acht als Turnier mit Punktewertung. Zuletzt nahmen rund 40 Vereine am Pokalwettbewerb teil. Amtierender Pokalsieger (Saison 2023/2024) und somit Titelverteidiger ist „Good wat mit“ Dietrichsfeld.
Die Ostfrieslandpokalsieger:
| Jahr | Verein                              | Jahr | Verein                              |
| ---- | ----------------------------------- | ---- | ----------------------------------- |
| 1984 | Frisia Berumerfehn                  | 1985 | Goode Trüll Upgant-Schott           |
| 1986 | Freesenmoot Nenndorf                | 1987 | Frei weg Blomberg                   |
| 1988 | Flott Weg Burhafe                   | 1989 | Ostfrisia Rahe                      |
| 1990 | Frei weg Blomberg                   | 1991 | Frei weg Blomberg                   |
| 1992 | Goode Trüll Upgant-Schott           | 1993 | Freesenholt Utarp-Schweindorf       |
| 1994 | Frei weg Blomberg                   | 1995 | Good wat mit Dietrichsfeld          |
| 1996 | Frei weg Blomberg                   | 1997 | Frei weg Blomberg                   |
| 1998 | Frei weg Blomberg                   | 1999 | Frei weg Blomberg                   |
| 2000 | Good wat mit Dietrichsfeld          | 2001 | Free herut Ardorf                   |
| 2002 | Frei weg Blomberg                   | 2003 | Free herut Ardorf                   |
| 2004 | Gute Hoffnung Pfalzdorf             | 2005 | Gute Hoffnung Pfalzdorf             |
| 2006 | Frei weg Blomberg                   | 2007 | Gute Hoffnung Pfalzdorf             |
| 2008 | Gute Hoffnung Pfalzdorf             | 2009 | Gute Hoffnung Pfalzdorf             |
| 2010 | He löpt noch Südarle                | 2011 | Gute Hoffnung Pfalzdorf             |
| 2012 | Gute Hoffnung Pfalzdorf             | 2013 | Bahn free Großheide                 |
| 2014 | Ostfreesland Reepsholt              | 2015 | Ostfreesland Reepsholt              |
| 2016 | Gute Hoffnung Pfalzdorf             | 2017 | He löpt noch Südarle                |
| 2018 | Ostfreesland Reepsholt              | 2019 | Ostfreesland Reepsholt              |
| 2020 | ----------------------------------- | 2021 | ----------------------------------- |
| 2022 | ----------------------------------- | 2023 | Good wat mit Dietrichsfeld          |
| 2024 | Good wat mit Dietrichsfeld          | 2025 |                                     |

### Klootschießen
Das Klootschießen ist traditionell eine Turniersportart. Der LKV und seine Kreisverbände organisieren verschiedene Turniere für Einzel- und Mannschaftsmeisterschaften auf Kreis- und Verbandsebene. In geringem Umfang gibt es auch einen Punktspielbetrieb in fünf Spielklassen – Landesliga, Bezirksliga West/Ost, Kreisliga Nord/Süd – mit je drei bis fünf Mannschaften.